# Andrena sladeni
Andrena sladeni is een vliesvleugelig insect uit de familie Andrenidae. De wetenschappelijke naam van de soort is voor het eerst geldig gepubliceerd in 1924 door Henry Lorenz Viereck.